# B1 (Jamaica)
De B1 is een weg op Jamaica. De weg loopt vanaf de wijk Cross Roads van Kingston aan de zuidkust naar het dorp Buff Bay aan de noordkust van het eiland. De B1 voert door de bergen van het Blue Mountains National Park en passeert de Newcastle Barracks, een militair trainingscentrum, en diverse koffieplantages. In Buff Bay sluit de weg aan op de A4.
T1 · T2 · T3
A1 · A2 · A3 · A4
B1 · B2 · B3 · B4 · B5 · B6 · B7 · B8 · B9 · B10 · B11 · B12 · B13